# BlackBerry Priv
Le BlackBerry Priv est un téléphone intelligent BlackBerry sous Android Lollipop.
Le BlackBerry Priv est un smartphone à clavier coulissant développé par BlackBerry Limited. Après une série de fuites,,, il a été officiellement annoncé par le PDG de BlackBerry, John Chen, le 25 septembre 2015 sous l’appellation Venice. Les pré-commandes ont débuté le 26 octobre 2015 aux États-Unis et les livraisons dès le 6 novembre 2015 aux États-Unis et le 12 janvier 2016 en France
Le Priv est le premier smartphone de BlackBerry qui ne fonctionne pas sous la plateformes BlackBerry OS10. Au contraire, il exécute une version d'Android personnalisée et sécurisée avec des fonctionnalités inspirées de celles sur les téléphones BlackBerry ainsi qu'avec des améliorations en matière de sécurité. Grâce à son utilisation d'Android, Blackberry a cherché à tirer parti de l'accès au plus grand nombre de logiciels Android disponibles sur le Google Play Store (par opposition au store BlackBerry World et de l'Amazon Store),.

## Développement
Alors que BlackBerry était une entreprise dominante sur le marché des smartphones à ses débuts, en raison d'une grande part de marché dans les entreprises et les entités gouvernementales, la société avait lutté depuis 2011 en raison de la domination d'Apple et sa ligne d'iPhone ainsi que celle des terminaux Android, principalement commercialisés par Samsung Electronics. En juin 2012, La part de marché de Blackberry avoisinait les 10 %. En juin 2014, la part de marché de l'entreprise sur le marché des téléphones portables n'était plus que de 1 %.
Avec l'arrivée de BlackBerryOS 10, BlackBerry a ajouté une couche de compatibilité pour Android faisant tourner les applications Android. Les versions ultérieures ont ajouté la possibilité pour les utilisateurs d'installer manuellement des packages d'applications Android. Sur le BlackBerry Passeport, L'application Amazon store a été installée en natif pour fournir une source supplémentaire de logiciels conçus pour Android. Le PDG de BlackBerry John S. Chen espèrait que le téléphone développé par Amazon, le Fire Phone, renforcerait l'adoption de la boutique Amazon afin d'attirer plus de développeurs, et ainsi, d'en faire profiter BlackBerry. Cependant, le Fire Phone fut un échec commercial, ce qui a forcé BlackBerry à développer un téléphone sous Android.
Au début de 2014, Ron Louks, alors président de la branche terminal chez Blackberry, propose à la société de construire un appareil sous Android. Les dirigeants Blackberry se montrent d'abord réticents sur le projet, car ils voient dans la plateforme Google un OS ne présentant pas un niveau interne de sécurité suffisamment élevé. Cependant, Louks obtient le soutien pour le projet après avoir exposé les informations d'une sécurité renforcée côté matériel. Lors du Mobile World Congress 2015, Ron Louks a présenté un prototype non fonctionnel d'un nouveau BlackBerry sous BlackberryOS 10, un téléphone avec un clavier coulissant et un écran courbé sur les deux côtés,, semblables à Samsung Galaxy S6 Edge qui a été dévoilé au cours de la même convention. En juillet 2015, de nouvelles images du téléphone fuitent sous le nom de code "Venice". Contrairement à la version présentée au MWC, il embarque Android 5.0 "Lollipop" à la place de BlackBerryOS 10. D'autres fuites surviennent en août 2015 montrant une ROM Android Stock avec des ajouts des applications Blackberry tels que BlackBerry Hub.
En réponse aux différentes fuites du Priv, John Chen annonce officiellement un BlackBerry haut de gamme sous Android le 25 septembre 2015 du nom de Priv (pour Privacy et Privilège). Le 22 octobre 2015, Marty Beard, le directeur d'exploitation de BlackBerry officialise sur son twitter la commande aux États-Unis. Le même jour, le Priv obtient la certification pour son utilisation sur les réseaux mobiles américain et canadien (avec la certification des versions STV100-1, STV100-3 et STV100-4) auprès de la Commission fédérale des communications américaines.
J. Chen estime que le fait de construire un Blackbery sous Android va aider l'entreprise à se maintenir après ses derniers résultats. Le choix d'Android peut aider la société à combiner leurs matériels avec un système déjà très répandus donc éventuellement, regagner des parts de marché.

## Matériel
Le Priv est propulsé par un CPU 64-bit hexa-core Snapdragon 808 (2 x Cortex-A57 1,8 GHz et 4 x Cortex-A53 1,44 GHz) et un GPU Adreno 418 pour la partie graphique. L’ensemble est soutenu par 3 Go de RAM. Le principal défaut de la puce Snapdragon 808 est qu'elle a tendance à surchauffer.
Il dispose également d'un clavier coulissant physique ainsi que d'un clavier virtuel.
Sa batterie n'est plus amovible mais est collé sur le squelette du terminal. La capacité de la batterie est de 3410 mAh. Mais à l'instar des versions américaines, la version européenne (STV100-4) ne dispose pas de recharge sans fil, mais uniquement la recharge filaire classique.
Pour la photo et la vidéo, le Priv dispose d’un capteur de 18 mégapixels en dorsale signé Schneider-Kreuznach allié à un double flash LED ce qui lui permet notamment de filmer en 4K. Côté frontal, il dispose d'un capteur de 2 mégapixels. qui permet de filmer en 720p
Le Priv dispose de 32 Go de mémoire interne extensible à 2 To avec une carte MicroSD
Côté SIM, le format pour le Priv est la Nano-SIM
Le choix d'Android par BlackBerry est un tournant pour l'entreprise.

## Logiciels
Le BlackBerry Priv reprend l'ensemble des applications disponibles sous BlackBerry OS10 et celles-ci sont portées (depuis janvier 2016) sous l'environnement Android (telles que BlackBerry Hub, BlackBerry Messenger, Calendrier, Clavier, Contacts, Notes et Tâches entre autres).
L'application DTEK by BlackBerry, également présente permet de fournir un état de sécurité complet du BlackBerry en affichant notamment si les BlackBerry est suffisamment sécurisé et les derniers accès des logiciels aux fonctions internes (GPS, contacts...).
D'autre part, BlackBerry a remanié et modifié en profondeur le noyau Linux afin d'améliorer la sécurité. L'appareil est, par défaut, entièrement compatible avec le chiffrement FIPS 140-2, BES12 ou encore Android for Work.

## Versions
Le Priv se décline en plusieurs versions en fonction des pays d'utilisation.
- STV100-1 : Disponible en Amérique du Nord
- STV100-2 : Disponible aux États-Unis pour l'opérateur Verizon Wireless
- STV100-3 : Disponible pour les pays asiatiques et le reste du monde
- STV100-4 : Disponible en Europe
- STV100-5 : Disponible aux États-Unis pour l'opérateur Sprint

Les différences sont surtout de l'ordre du réseau mobile utilisé et du type de clavier physique.
Les versions 1, 2 et 5 disposent en plus de l'option Qi (recharge sans fil).

## Disponibilité
il a été officiellement annoncé par le PDG de BlackBerry, John Chen, le 25 septembre 2015.

### France
Le BlackBerry Priv est en pré-commande dès décembre 2015 sur les sites d'Orange et de Sosh.
Il est disponible à la vente officiellement sur le Blackberry Shop depuis le 12 janvier 2016.

## Accueil auprès du public
L'accueil du BlackBerry Priv auprès du public est assez bon malgré son prix.

## BlackBerry et Android
Le passage de Blackberry sous Android serait, selon Damian Tay, un des directeurs de BlackBerry Asie, une transition d’un écosystème BB vers un écosystème Android. Bien que BB OS10 soit assez bien vu en entreprise (via le BlackBerry Entreprise Serveur), l'engagement de Blackberry vers Android est de plus en plus soutenu.
Le BES12 dispose déjà des fonctionnalités pour enrôler dans une flotte GSM des terminaux aussi bien sous BB OS10 que sous Android ou iPhone.